# Manuel Medina Garduño
Manuel Medina Garduño (Toluca, 6-junio-1852, Ciudad de México, 26-julio-1917) fue un político y empresario mexicano, gobernador del Estado de México.
La caída de Porfirio Díaz y la renuncia del gobernador Fernando González, le tomaron casi de sorpresa; compartía la opinión de la oligarquía estatal, de que la revolución había terminado y sólo se trataba de restaurar los ritmos del progreso. Al iniciar en 1911 la gestión del Estado de México, el gobernador logró estructurar una alianza de fuerzas políticas a su alrededor, aunque de corta duración y fragilidad interna. La ruptura con el grupo maderista se hizo pública, cuando éste descalificó la gestión gubernativa de su aliado, el gobernador del Estado de México. Para fines de 1912, los lazos con el gobierno federal se habían deteriorado y Manuel Medina había conseguido que Francisco León de la Barra fuera electo gobernador para 1913. Un mes después del llamado cuartelazo, que culminó con el asesinato de Francisco I. Madero y Pino Suárez y el ascenso al poder de Victoriano Huerta, Medina terminó su mandato y entregó el poder estatal al expresidente interino Francisco León de la Barra, retirándose a la vida privada.